# Amerykanie pochodzenia albańskiego
Amerykanie pochodzenia albańskiego – obywatele lub rezydenci Stanów Zjednoczonych, których przodkowie pochodzą z Albanii, bądź też imigranci z tego kraju. Według spisu ludności z 2011 roku liczebność tej społeczności wynosi 195 529 osób.

## Rozmieszczenie i historia
Stany zamieszkiwane przez duże grupy Amerykanów pochodzenia albańskiego to Nowy Jork (500 428), Michigan (150 343), Massachusetts (50 594), New Jersey (70 336) i Connecticut (37 200). Albańczycy zaczęli osiedlać się w USA pod koniec XIX w., wyraźne zahamowanie tej fali migracyjnej przyniosło wprowadzenie przez władze amerykańskie w 1924 ograniczeń imigracyjnych. Przybywali tu z południowych Włoch, Grecji i Jugosławii. Głównym ośrodkiem działalności kulturalnej i religijnej albańskiej diaspory był Boston, gdzie powstała działająca do dzisiaj organizacja Vatra.
Po zmianach politycznych, które nastąpiły w latach 90. XX w., Albańczycy przybywają głównie z Albanii, Czarnogóry, Macedonii i Kosowa. Duża społeczność kosowskich Albańczyków żyje w hrabstwie Riverside i San Bernardino w Kalifornii.
Część imigrantów, którzy na początku XX wieku przybyli do Stanów Zjednoczonych z Włoch, było potomkami XV-wiecznych Albańskich uchodźców zwanych Arbeszami. Duża społeczność Arbeszy zamieszkuje obszar metropolitarny Nowego Orleanu. Również wśród imigrantów z Grecji są grupy Albańczyków.
Według kryteriów amerykańskich Amerykaninem pochodzenia albańskiego jest osoba, która w spisie ludności zadeklaruje albańskie korzenie.